# جوناثان وودغيت
جوناثان سيمون وودغيت (بالإنجليزية: Jonathan Woodgate)، من مواليد 22 يناير 1980 في ميدلزبرة، إنجلترا، مدرب كرة قدم إنجليزي ولاعب سابق.
بدأ وودغيت مسيرته في نادي ميدلزبره، لكنه انتقل إلى ليدز يونايتد وهو في السادسة عشرة من عمره. وفي عام 2003، بِيع إلى نيوكاسل يونايتد مقابل 9 ملايين جنيه إسترليني، حيث قدّم أداءً لافتًا رغم معاناته من الإصابات. وقد جذبت مستوياته في البطولات الأوروبية أنظار ريال مدريد، الذي تعاقد معه عام 2004 مقابل 13.4 مليون جنيه إسترليني. ومع ذلك، عرقلت الإصابات مسيرته مع الفريق، كما حدث في أغلب فترات مسيرته، ولم يخض أي مباراة طوال موسم 2004–05. وفي أول ظهور له مع ريال مدريد، سجّل هدفًا في مرماه وتعرّض للطرد بعد حصوله على إنذارين.
لعب مع ريال مدريد 14 مباراة فقط، قبل أن ينتقل إلى ناديه الأم ميدلزبره على سبيل الإعارة، ثم بشكل دائم مقابل 7 ملايين جنيه إسترليني. وبعد ذلك، انضم إلى توتنهام هوتسبير عام 2008 مقابل 8 ملايين جنيه. سجل هدف الفوز في نهائي كأس رابطة الأندية الإنجليزية المحترفة أمام تشيلسي، وشارك في 44 مباراة خلال موسم 2008–09. لكن الإصابات لاحقته مجددًا، فلم يلعب سوى أربع مباريات خلال الموسمين التاليين، وأُطلق سراحه من النادي عام 2011، ثم وقّع عقدًا بنظام الدفع حسب عدد المشاركات مع ستوك سيتي. قضى موسم 2011–12 مع ستوك، وبعد نهاية عقده عاد إلى ميدلزبره واستمر هناك حتى اعتزاله في 2016.
بعد الاعتزال، تولّى وودغيت عدة أدوار تدريبية في ميدلزبره، حتى عُيّن مديرًا فنيًا للفريق في يونيو 2019 خلفًا لـتوني بوليس. استمر في منصبه لعام واحد تقريبًا قبل أن يُقال في يونيو 2020. ثم انضم إلى الطاقم التدريبي في نادي بورنموث في 1 فبراير 2021، وبعد يومين عُيّن مدربًا مؤقتًا بعد إقالة جايسون تندال. وفي 21 فبراير، أُسندت له المهمة حتى نهاية الموسم، لكنه غادر في يونيو بعد فشله في إعادة الفريق إلى الدوري الإنجليزي الممتاز عبر تصفيات الصعود.

## مسيرته الكروية

### ليدز يونايتد
بدأ وودغيت مسيرته في ميدلزبره، لكنه انتقل إلى ليدز يونايتد في سن السادسة عشرة بسبب خلافات بين عائلته والنادي حول مستقبله. ساعد الفريق في الفوز بـكأس الاتحاد الإنجليزي للشباب عام 1997، وشارك لأول مرة مع الفريق الأول في أكتوبر من العام التالي.
قدّم وودغيت مستويات ثابتة ومميزة مع ليدز، ونافس لاعبين بارزين مثل ريو فرديناند، ولوكاس راديبي، ودومينيك ماتيو على مركز أساسي. وكان يُعد من أكثر اللاعبين اكتمالًا الذين تخرّجوا من أكاديمية ليدز. لعب مع الفريق في فترات تألقه، حين كان ينافس في كأس الاتحاد الأوروبي ودوري أبطال أوروبا، وكان يحتل مراكز متقدمة في الدوري الإنجليزي الممتاز. ومع ذلك، أثّرت الإصابات المتكررة على عدد مشاركاته.
لكن بسبب الأزمة المالية في ليدز، تم بيعه إلى نيوكاسل من أجل توفير أموال ضرورية. وقد وُصف بأنه "جوهرة التاج" في الفريق، وأثارت عملية بيعه غضب جماهير ليدز، خاصة بعد أن كشف بيتر ريدزديل عن الوضع المالي المتدهور للنادي. كما أدت هذه الصفقة إلى إقالة تيري فينابلز الذي عارض بيع وودغيت.

### نيوكاسل يونايتد
وقّع وودغيت مع نيوكاسل يونايتد في يناير 2003 مقابل 9 ملايين جنيه إسترليني مع إضافات. قدّم أداءً رائعًا وسرعان ما أصبح محبوب الجماهير. وكان من أبرز مبارياته مواجهة نصف نهائي كأس الاتحاد الأوروبي عام 2004 ضد مارسيليا، حيث تمكن من تحييد هجومهم وعلى رأسه ديدييه دروغبا. لكن إصابة خطيرة أنهت موسمه باكرًا، ولم يتمكن من المشاركة في مباراة الإياب، والتي خسرها نيوكاسل 2–0 وخرج من البطولة.

### ريال مدريد
انضم وودغيت إلى ريال مدريد في أغسطس 2004 مقابل رسوم انتقال بلغت 13.4 مليون جنيه إسترليني، وهو انتقال فاجأ الكثيرين في عالم كرة القدم، نظرًا لتعرضه المتكرر للإصابات في أنديته السابقة، بل وكان مصابًا وقت إتمام الصفقة.
لم يخض وودغيت أي مباراة مع ريال مدريد في موسمه الأول بإسبانيا، وظهر لأول مرة في 22 سبتمبر 2005 في مباراة بالدوري أمام أثلتيك بلباو. ولم تكن تلك المباراة موفقة له، حيث سجّل هدفًا في مرماه وتعرض للطرد بعد حصوله على إنذارين.
سجّل هدفه الوحيد مع ريال مدريد برأسية كانت هدف التعادل في الفوز 4–1 على نادي روسنبورغ في دوري أبطال أوروبا يوم 19 أكتوبر، وكانت أول مباراة أوروبية له مع الفريق. بحلول فبراير 2006، أصبح وودغيت لاعبًا أساسيًا في التشكيلة، وتناوب على اللعب بجانبه في مركز قلب الدفاع كل من سيرخيو راموس، وإيفان هيليغيرا، وفرانسيسكو بافون، وألفارو ميخيا. ووصفت إحدى الصحف الإسبانية وودغيت بأنه "القائد الحقيقي لريال مدريد". لكن الإصابات مجددًا عرقلت استمراريته. ورغم أنه كان من المحتمل ضمه إلى تشكيلة منتخب إنجلترا في كأس العالم 2006، إلا أن خضوعه لعملية جراحية في الظهر أدى إلى استبعاده.
في يوليو 2007، صوّت زوار موقع صحيفة ماركا الإسبانية على اعتباره "أسوأ صفقة في القرن الحادي والعشرين"، حيث حصل على 37.11% من الأصوات.

### ميدلزبره
في 30 أغسطس 2006، انضم وودغيت إلى ناديه الأم ميدلزبره بعقد إعارة لمدة عام. وشارك لأول مرة ضد أرسنال في ملعب الإمارات بتاريخ 9 سبتمبر. وقد اختارته إذاعة سينشري إف إم المحلية رجل المباراة. وفي أبريل 2007، أعلن النادي أنه سيشتري وودغيت بشكل دائم مقابل 7 ملايين جنيه إسترليني، ووقّع عقدًا لأربع سنوات حتى يونيو 2011.
في أكتوبر 2007، حصل على جائزة أفضل لاعب في شمال شرق إنجلترا من مؤسسة الأمير تشارلز، متفوقًا على لاعبين من نيوكاسل وسندرلاند. وخلال فترة الإعداد لموسم 2007–08، تعرّض وودغيت لإصابة، مما أتاح للمدافع المحلي ديفيد ويتير اللعب بدلًا منه. واستمر ويتير في تقديم أداء جيد، مما أدى لاحقًا إلى انتقال وودغيت إلى توتنهام هوتسبير.

### توتنهام هوتسبير

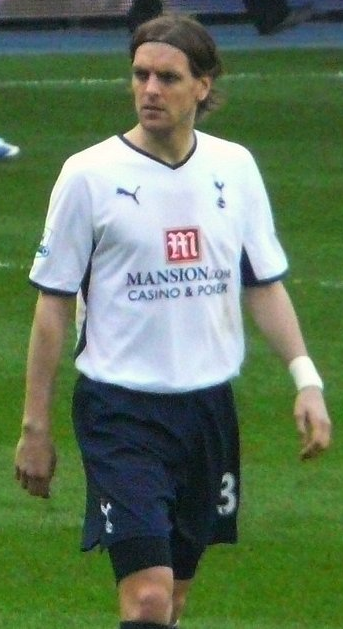
وودغيت في 2009

رفض وودغيت العودة إلى نادي نيوكاسل، وانضم إلى توتنهام هوتسبير في 28 يناير 2008 مقابل 8 مليون جنيه إسترليني. شارك لأول مرة بعد يومين أمام إيفرتون، وسجّل أول أهدافه لتوتنهام في 24 فبراير 2008، وكان هدف الفوز بالرأس في نهائي كأس الرابطة الأندية الإنجليزية ضد تشيلسي في الوقت الإضافي، ليمنح الفريق أول لقب له منذ 1999، وتم اختياره ليكون رجل المباراة.
وسجل هدفه الأول في الدوري الإنجليزي مع توتنهام في 19 مارس 2008، أيضًا ضد تشيلسي، في مباراة انتهت بالتعادل 4–4 في ملعب وايت هارت لين. ولأول مرة ارتدى شارة القيادة في خسارة 2–1 ضد أستون فيلا في 15 سبتمبر. وبعد تعيين هاري ريدناب، أصبح وودغيت نائب القائد الثاني بعد روبي كين.
وعلّق وودغيت على بداية الفريق السيئة لموسم 2008–09، وصرّح أنها أسوأ حتى من فترة هبوط ليدز. ورغم نجاح توتنهام في موسم 2009–10، لم يلعب وودغيت سوى ثلاث مباريات فقط بسبب إصابة مزمنة في منطقة العانة. وصرّح ريدناب أن بقاءه في الفريق صعب بسبب قوانين الدوري الجديدة التي تقيد عدد اللاعبين بـ25 لاعبًا. سافر وودغيت إلى أستراليا لإجراء عملية جراحية.
وفي 19 يناير 2011، خاض أول مباراة له بعد 14 شهرًا، وكانت ودية ضد كوينز بارك رينجرز، وشارك في 45 دقيقة ضمن فوز 9–2. ثم شارك كبديل أمام ميلان في دوري الأبطال في 15 فبراير، لكنه تعرض بعد المباراة لتمزق في العضلة الضامة اليسرى. رفض وودغيت توقيع عقد بنظام الدفع حسب اللعب، فأطلق النادي سراحه في 16 يونيو 2011.

### ستوك سيتي
في 11 يوليو 2011، وقّع وودغيت عقدًا لمدة عام مع ستوك سيتي بنظام الدفع حسب المشاركات، مع خيار التمديد لعام إضافي في حال أثبت لياقته. وصرّح وودغيت أنه يريد إعادة مسيرته للطريق الصحيح، وكشف أنه رفض عروضًا أخرى. وشارك لأول مرة مع الفريق في مباراة ودية أمام ألدرشوت تاون، ولعب 62 دقيقة.
شارك لأول مرة رسميًا في مباراة الفوز 1–0 على هايدوك سبليت في الدوري الأوروبي، ولعب المباراة كاملة. كما خاض أول مباراة كاملة له في الدوري الإنجليزي أمام تشيلسي، والتي انتهت بالتعادل السلبي.

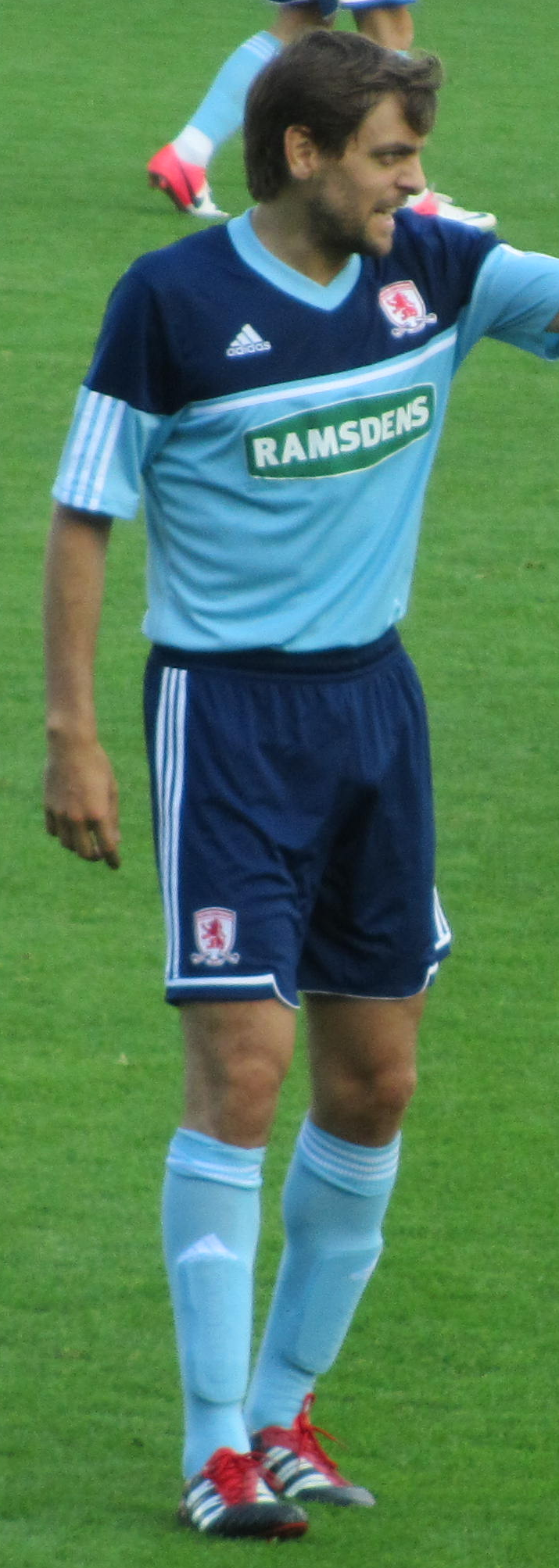
وودغيت يلعب لصالح ميدلزبره في 2012

استُبعد من قائمة الفريق الأوروبية من قبل المدرب توني بوليس خوفًا من أن تؤدي رحلات السفر الطويلة إلى تكرار الإصابات. رغم البداية الجيدة، بدأ مستواه بالتراجع، وقدّم أداءً ضعيفًا ضد سندرلاند، ونيوكاسل، وبولتون. فتم استبعاده من التشكيلة، واعترف بأنه يحتاج لتحسين مستواه.
وفي مباراة ضد وولفرهامبتون واندررز، بدأ اللقاء كظهير أيمن لكنه عانى ضد ماثيو جارفيس وتسبب بركلة جزاء، ثم تم استبداله بعد 20 دقيقة. ومع ذلك، واصل اللعب في نفس المركز، واعترف أن مستوياته كانت متقلبة. وبعد نهاية عقده في 30 يونيو 2012، رفض التجديد وعاد إلى ميدلزبره.

### العودة إلى ميدلزبره

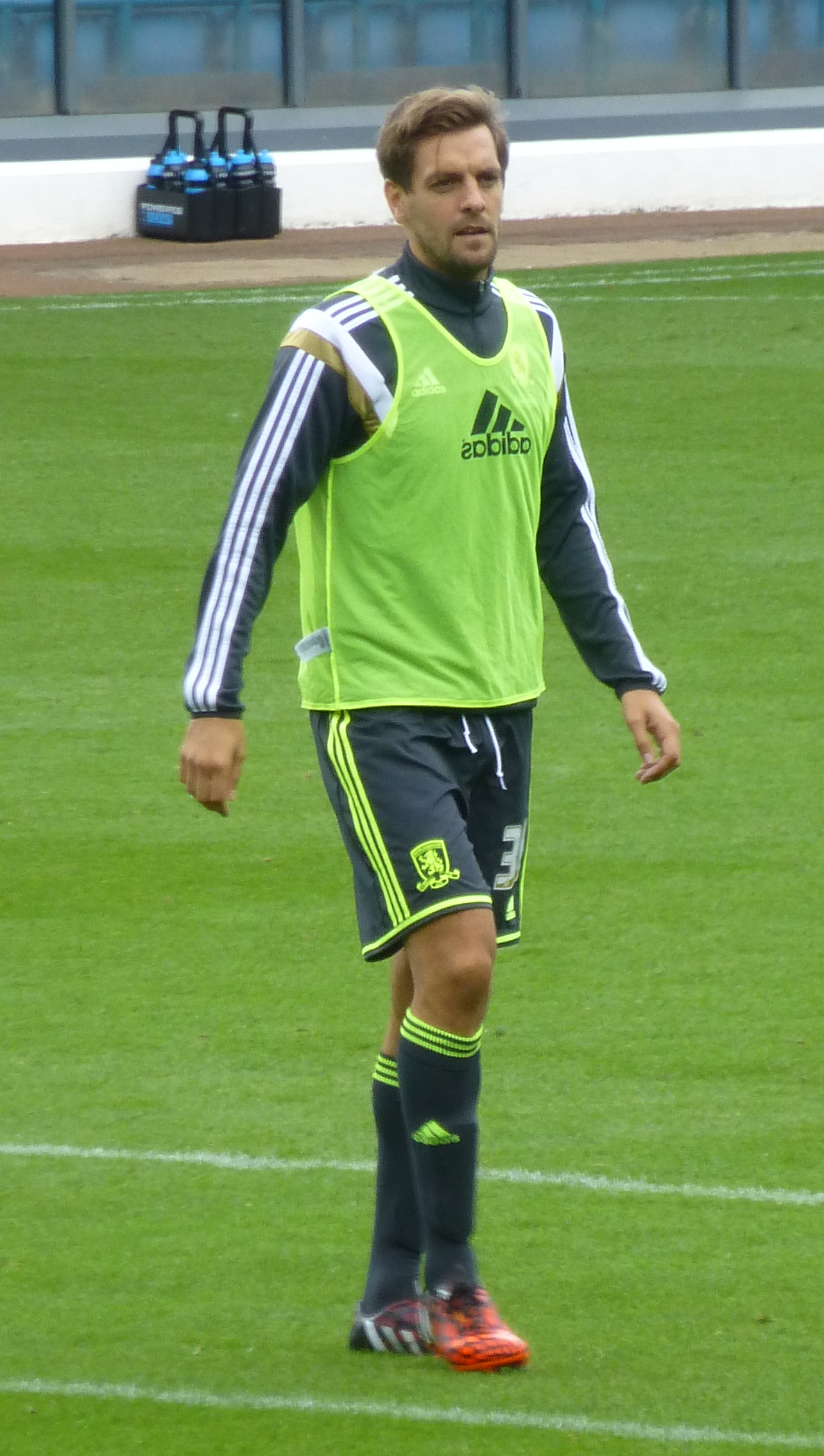
وودغيت في 2014

عاد وودغيت إلى ميدلزبره في 6 يوليو 2012 بعقد مدته ثلاث سنوات. وشارك لأول مرة في فترته الثانية ضد بوري في كأس رابطة الأندية الإنجليزية يوم 11 أغسطس. وسجل أول أهدافه مع الفريق في الفوز 4–1 على تشارلتون أثلتيك في 3 نوفمبر.
وفي 10 فبراير 2015، بدأ مباراة لأول مرة منذ 6 أشهر وسجل الهدف الأول في الفوز 2–1 على بلاكبول، مما رفع الفريق لصدارة دوري البطولة الإنجليزية. وفي 25 مايو، كان على دكة البدلاء ولم يُشارك في نهائي ملحق الصعود ضد نورويتش سيتي في ملعب ويمبلي، والذي انتهى بخسارة ميدلزبره.
في 16 يوليو 2015، وقّع وودغيت على تمديد عقده لعام إضافي، رغم إعلانه سابقًا اعتزال اللعب. وبعد مشاركته في مباراة واحدة فقط خلال موسم 2015–16، انتهى عقده في مايو 2016، واعتزل كرة القدم نهائيًا.

## مسيرته الدولية
استُدعي جوناثان وودغيت لأول مرة إلى منتخب إنجلترا في أبريل 1999، حيث اختاره المدرب كيفن كيغان للمشاركة في مباراة ودية ضد المجر. ومع ذلك، أُصيب أثناء لعبه مع ليدز يونايتد واضطر للانسحاب من التشكيلة. وفي مايو من نفس العام، استُدعي مرة أخرى لمباريات تصفيات يورو 2000 ضد السويد وبلغاريا. وفي 9 يونيو، خاض وودغيت مباراته الدولية الأولى في التعادل 1–1 مع بلغاريا، إذ بدأ أساسياً قبل أن يُستبدل بـ ري بارلور في الدقيقة 64. احتُفظ به في قائمة المنتخب لمباريات التصفيات ضد لوكسمبورغ وبولندا، لكنه لم يشارك في أي منهما.
استُدعي مرة أخرى لمباراة ودية ضد بلجيكا في أكتوبر 1999، لكنه انسحب بسبب إصابة في الظهر. وكانت هذه آخر مشاركة له مع المنتخب لمدة تقارب ثلاث سنوات، بعد أن قرر الاتحاد الإنجليزي منعه من اللعب حتى تنتهي القضية القضائية المتعلقة بحادثة وقعت خلال ليلة خارجية في ليدز في يناير 2000، وحتى يتم تنفيذ أي عقوبات محتملة. ونتيجة لذلك، غاب عن كلٍ من يورو 2000 وكأس العالم 2002.
في 2 سبتمبر 2002، استدعاه المدرب زفن غوران إيريكسون للمنتخب في مباراة ودية ضد البرتغال في ملعب فيلا بارك، حيث شارك بديلًا لـ ريو فرديناند بين الشوطين في تعادل 1–1. كما شارك أساسياً في تصفيات يورو 2004 ضد سلوفاكيا ومقدونيا في أكتوبر 2002 ولعب كامل المباراتين. لاحقًا، تسببت الإصابات في إبعاده عن الملاعب، لكنه نجح في الحصول على مباراته الدولية الخامسة في مباراة ودية ضد السويد في 31 مارس 2004، حيث بدأ المباراة التي خسرها المنتخب 1–0، قبل أن يتم استبداله بـ أنتوني غاردنر بين الشوطين. وأدت إصابة في الفخذ تعرّض لها خلال اللعب مع نيوكاسل في أبريل 2004 إلى استبعاده من المشاركة في بطولة يورو 2004.
بعد قرابة ثلاث سنوات من الغياب الدولي، استدعاه المدرب ستيف ماكلارين في فبراير 2007 لمباراة ودية ضد إسبانيا، حيث شارك أساسيًا في الهزيمة 1–0، قبل أن يتم استبداله بـ جيمي كاراغر في الدقيقة 65. وفي الشهر التالي، استُدعي لمباراتي تصفيات يورو 2008 ضد إسرائيل وأندورا، لكنه غاب عنهما بسبب إصابة في الركبة. في أوائل 2008، أُدرج ضمن أول قائمتين للمدرب فابيو كابيلو في مباراتي سويسرا وفرنسا الوديتين، لكنه لم يشارك. وفي مايو 2008، استُدعي مرة أخرى لمباراتي نهاية الموسم ضد الولايات المتحدة وترينيداد وتوباغو، حيث جلس احتياطيًا في الأولى، وشارك في الثانية ليحصل على مباراته الدولية السابعة. وفي 20 أغسطس، خاض وودغيت مباراته الدولية الثامنة والأخيرة، حيث دخل بديلًا لريو فرديناند في الدقيقة 58 خلال التعادل 2–2 ضد التشيك على ملعب ويمبلي.

## مسيرته التدريبية

### ميدلزبره
بعد فترة قصيرة ككشاف دولي لنادي ليفربول في إسبانيا والبرتغال، عُيِّن وودغيت في 31 مارس 2017 مساعدًا للمدرب المؤقت لنادي ميدلزبره ستيف أغنيو بعد إقالة إيتور كارانكا، إلى جانب جو جوردان وبول جينكينز. وبعد هبوط الفريق من الدوري الإنجليزي الممتاز، غادر وودغيت منصبه بعد أن جاء المدرب غاري مونك بطاقمه الخاص، حيث تم استبداله بـ جيمس بيتي.
في يونيو 2017، انضم وودغيت إلى الجهاز الفني لأكاديمية النادي كمساعد للمدرب مارك تينكلر لفئة تحت 18 عامًا. وفي ديسمبر من نفس العام، عاد مجددًا كمساعد مدرب للفريق الأول تحت قيادة توني بوليس. وفي مايو 2019، كان وودغيت العضو الوحيد من طاقم بوليس الذي لم يُستغنَ عنه، ما جعله المرشح الأبرز لخلافته.
وفي 14 يونيو 2019، عُيّن وودغيت مديرًا فنيًا دائمًا لميدلزبره، ووقع عقدًا لمدة ثلاث سنوات، وجلب معه روبي كين وليو بيركوفيتش كمساعدين، وداني كوين مدربًا لحراس المرمى. أعلن حينها عن رغبته في إعادة الكرة الهجومية للفريق، وتطوير أسلوب اللعب بعد فترة بوليس المثيرة للجدل.
خلال سوق الانتقالات الصيفية، وقّع النادي مع الحارس السابق توماس ميخياس، وماركوس براون، ومارك بولا، وأنفرني ديكستيل. أول مباراة له كمدرب كانت تعادل 3–3 ضد لوتون تاون في 2 أغسطس، وشهدت انتقادات بسبب ضعف الدفاع. بنهاية أغسطس، احتل الفريق المركز الـ18 في جدول البطولة، بعد فوز واحد فقط في ست مباريات.
استمر الأداء الضعيف، ومع دخول الفريق منطقة الهبوط، زاد الضغط الجماهيري للمطالبة بإقالته. ورغم ذلك، أعلن رئيس النادي ستيف جيبسون دعمه لوودغيت، مشيرًا إلى أن "يناير سيكون حاسمًا لتحسين الفريق". وفي ديسمبر، تحسنت النتائج بفوز الفريق على تشارلتون، ستوك سيتي، هدرسفيلد، والمتصدر وست بروميتش، مع تعادل ضد نوتنغهام وخسارة أمام سوانزي، مما رفع الفريق إلى المركز الـ16.
ونتيجة لذلك، حصل وودغيت على جائزة "مدرب الشهر" في دوري البطولة لشهر ديسمبر 2019.
في سوق الشتاء، ضم الفريق خمسة لاعبين، منهم: باتريك روبرتس، لوكاس نميشا، رافيل موريسون، هارولد موكودي (إعارة)، ديان ستويانوفيتش (شراء دائم).
لكن الأداء تراجع مجددًا، وهبط الفريق إلى المركز 21 بعد الخسارة 1–0 أمام ليدز، متساويًا في النقاط مع ويغان. تصاعدت الدعوات لإقالته مجددًا، إلا أنه أكد استمرار دعم الإدارة له.
وفي 23 يونيو 2020، أُقيل وودغيت رسميًا، بعد الهزيمة 3–0 أمام سوانزي، وهي أول مباراة بعد استئناف الموسم، وكان الفريق خارج منطقة الهبوط فقط بفارق الأهداف. وعُيّن نيل وارنوك بديلًا له في اليوم نفسه.

### بورنموث
في 1 فبراير 2021، انضم وودغيت إلى بورنموث كمدرب للفريق الأول حتى نهاية الموسم. وبعد يومين، تولّى منصب المدرب المؤقت بعد إقالة جايسون تندال، وتم تثبيته مدربًا حتى نهاية الموسم في 21 فبراير.
حقق ستة انتصارات في سبع مباريات، وضمن التأهل إلى مباريات الملحق، ليحصل على جائزة "مدرب الشهر" لشهر أبريل. أنهى بورنموث الموسم سادسًا، وخسر أمام برينتفورد في مجموع المباراتين 3–2 رغم فوزه ذهابًا 1–0.
في 28 يونيو 2021، عُيّن سكوت باركر مديرًا فنيًا جديدًا، وغادر وودغيت النادي بنهاية عقده.

### العودة إلى ميدلزبره
بعد أكثر من عام من التوقف، عاد وودغيت إلى ميدلزبره في أكتوبر 2022 كمدرب للفريق الأول تحت قيادة المدرب الجديد مايكل كاريك. وغادر النادي مع كاريك في يونيو 2025.

## إحصائيات المسيرة

### النادي
| النادي          | الموسم        | الدوري                   | الدوري    | الدوري  | الكأس الوطني | الكأس الوطني | كأس الرابطة | كأس الرابطة | أوروبا    | أوروبا  | المجموع   | المجموع |
| النادي          | الموسم        | الدرجة                   | المباريات | الأهداف | المباريات    | الأهداف      | المباريات   | الأهداف     | المباريات | الأهداف | المباريات | الأهداف |
| --------------- | ------------- | ------------------------ | --------- | ------- | ------------ | ------------ | ----------- | ----------- | --------- | ------- | --------- | ------- |
| ليدز يونايتد    | 1998–99       | الدوري الإنجليزي الممتاز | 25        | 2       | 5            | 0            | 2           | 0           | 1         | 0       | 33        | 2       |
| ليدز يونايتد    | 1999–2000     | الدوري الإنجليزي الممتاز | 34        | 1       | 4            | 0            | 1           | 0           | 10        | 0       | 49        | 1       |
| ليدز يونايتد    | 2000–01       | الدوري الإنجليزي         | 14        | 1       | 1            | 0            | 1           | 0           | 5         | 0       | 21        | 1       |
| ليدز يونايتد    | 2001–02       | الدوري الإنجليزي الممتاز | 13        | 0       | 1            | 0            | 1           | 0           | 0         | 0       | 15        | 0       |
| ليدز يونايتد    | 2002–03       | الدوري الإنجليزي الممتاز | 18        | 1       | 1            | 0            | 1           | 0           | 4         | 0       | 24        | 1       |
| ليدز يونايتد    | المجموع       | المجموع                  | 104       | 5       | 12           | 0            | 6           | 0           | 20        | 0       | 142       | 5       |
| نيوكاسل يونايتد | 2002–03       | الدوري الإنجليزي الممتاز | 10        | 0       | 0            | 0            | 0           | 0           | 0         | 0       | 10        | 0       |
| نيوكاسل يونايتد | 2003–04       | الدوري الإنجليزي الممتاز | 18        | 0       | 2            | 0            | 0           | 0           | 7         | 0       | 27        | 0       |
| نيوكاسل يونايتد | المجموع       | المجموع                  | 28        | 0       | 2            | 0            | 0           | 0           | 7         | 0       | 37        | 0       |
| ريال مدريد      | 2004–05       | الدوري الاسباني          | 0         | 0       | 0            | 0            | —           | —           | 0         | 0       | 0         | 0       |
| ريال مدريد      | 2005–06       | الدوري الاسباني          | 9         | 0       | 2            | 0            | —           | —           | 3         | 1       | 14        | 1       |
| ريال مدريد      | المجموع       | المجموع                  | 9         | 0       | 2            | 0            | —           | —           | 3         | 1       | 14        | 1       |
| ميدلزبره        | 2006–07       | الدوري الإنجليزي الممتاز | 30        | 0       | 6            | 0            | 0           | 0           | —         | —       | 36        | 0       |
| ميدلزبره        | 2007–08       | الدوري الإنجليزي الممتاز | 16        | 0       | 0            | 0            | 0           | 0           | —         | —       | 16        | 0       |
| ميدلزبره        | المجموع       | المجموع                  | 46        | 0       | 6            | 0            | 0           | 0           | 0         | 0       | 52        | 0       |
| توتنهام هوتسبير | 2007–08       | الدوري الإنجليزي الممتاز | 12        | 1       | 0            | 0            | 1           | 1           | 4         | 0       | 17        | 2       |
| توتنهام هوتسبير | 2008–09       | الدوري الإنجليزي الممتاز | 34        | 1       | 1            | 0            | 4           | 0           | 5         | 0       | 44        | 1       |
| توتنهام هوتسبير | 2009–10       | الدوري الإنجليزي الممتاز | 3         | 0       | 0            | 0            | 0           | 0           | 0         | 0       | 3         | 0       |
| توتنهام هوتسبير | 2010–11       | الدوري الإنجليزي الممتاز | 0         | 0       | 0            | 0            | 0           | 0           | 1         | 0       | 1         | 0       |
| توتنهام هوتسبير | المجموع       | المجموع                  | 49        | 2       | 1            | 0            | 5           | 1           | 10        | 0       | 65        | 3       |
| ستوك سيتي       | 2011–12       | الدوري الإنجليزي الممتاز | 17        | 0       | 1            | 0            | 1           | 0           | 2         | 0       | 21        | 0       |
| ميدلزبره        | 2012–13       | دوري البطولة الإنجليزية  | 24        | 1       | 0            | 0            | 1           | 0           | —         | —       | 25        | 1       |
| ميدلزبره        | 2013–14       | دوري البطولة الإنجليزية  | 25        | 0       | 0            | 0            | 0           | 0           | —         | —       | 25        | 0       |
| ميدلزبره        | 2014–15       | دوري البطولة الإنجليزية  | 8         | 1       | 0            | 0            | 1           | 0           | —         | —       | 9         | 1       |
| ميدلزبره        | 2015–16       | دوري البطولة الإنجليزية  | 0         | 0       | 0            | 0            | 1           | 0           | —         | —       | 1         | 0       |
| ميدلزبره        | المجموع       | المجموع                  | 57        | 2       | 0            | 0            | 3           | 0           | 0         | 0       | 61        | 2       |
| مجموع المسيرة   | مجموع المسيرة | مجموع المسيرة            | 310       | 9       | 24           | 0            | 15          | 1           | 42        | 1       | 391       | 11      |

### دولي
عدد المباريات والأهداف حسب المنتخب والسنة
| المنتخب الوطني | السنة   | المباريات | الأهداف |
| -------------- | ------- | --------- | ------- |
| إنجلترا        |         |           |         |
| 1999           | 1       | 0         |         |
| 2000           | 0       | 0         |         |
| 2001           | 0       | 0         |         |
| 2002           | 3       | 0         |         |
| 2003           | 0       | 0         |         |
| 2004           | 1       | 0         |         |
| 2005           | 0       | 0         |         |
| 2006           | 0       | 0         |         |
| 2007           | 1       | 0         |         |
| 2008           | 2       | 0         |         |
| المجموع        | المجموع | 8         | 0       |

## روابط خارجية
- جوناثان وودغيت على موقع قاعدة بيانات كرة القدم.إي يو (الإنجليزية)
- جوناثان وودغيت على موقع ليكيب (الفرنسية)
- جوناثان وودغيت على موقع ناشيونال فوتبول تيمز (الإنجليزية)
- جوناثان وودغيت على موقع Soccerbase.com (لاعب) (الإنجليزية)
- جوناثان وودغيت على موقع Soccerbase.com (مدرب) (الإنجليزية)
- جوناثان وودغيت على موقع Soccerway.com (الإنجليزية)
- جوناثان وودغيت على موقع عالم كرة القدم.نت (الإنجليزية)
- جوناثان وودغيت على موقع كووورة